# HF ÅIFK
Handbollsföreningen ÅIFK (HF ÅIFK)  er håndbold sektionen i Idrætsforeningen Kammeraterne i Turku (Idrottsföreningen Kamraterna i Åbo) (Åbo IFK) i regionen Egentliga Finland i Vestfinlands len. Foreningens sprog er svensk.

## Fakta
- Grundlagt: 1908
- Hjemmebane: Samppalinna boldhal.
- Spilledragt: Sorte skjorte og sorte shorts.
- Kælenavn: Kanariefuglerne.